# 신사이촌
신사이촌(深才村)은 니가타현 산토군에 존재했던 촌이다. 

## 역사
- 1901년 11월 1일 - 산토군 후카사와촌, 사이즈촌, 오지마촌이 합병해 신사이촌이 성립하였다.
- 1948년 5월 1일 - 나가오카시에 편입되어 소멸하였다.

## 참고문헌
- 『市町村名変遷辞典』東京堂出版、1990年。